# Hoya desvoeuxensis
Hoya desvoeuxensis är en oleanderväxtart som beskrevs av T.Green och Kloppenb.. Hoya desvoeuxensis ingår i släktet Hoya och familjen oleanderväxter. Inga underarter finns listade i Catalogue of Life.